# 巴拉庫塔岩
巴拉庫塔岩（英語：Barracouta Rock），是南極洲的岩石，位於南喬治亞群島的伯德島，處於喬丹灣入口處以南0.7公里，由英國南極名稱諮詢委員命名，由英國海外領土管轄。